# Ernest Guiraud

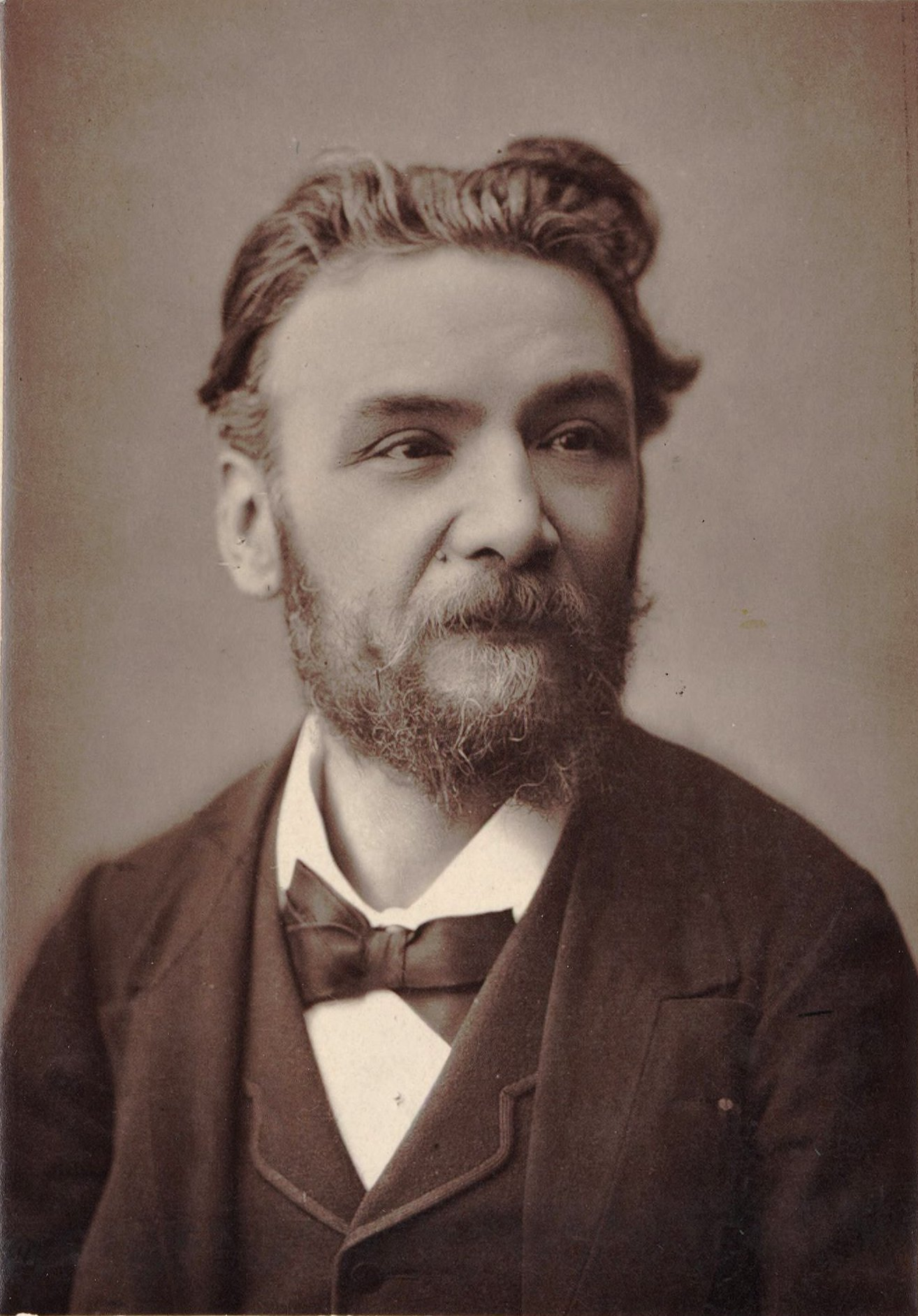
Ernest Guiraud

Ernest Guiraud (* 23. Juni 1837 in New Orleans, Louisiana; † 6. Mai 1892 in Paris) war ein französischer Komponist.

## Leben
Der Sohn des emigrierten Komponisten Jean-Baptiste-Louis Guiraud (1803–1864), einem Schüler von Anton Reicha, studierte von 1853 bis 1854 am Pariser Konservatorium bei Fromental Halévy und Antoine François Marmontel und gewann 1859 den Prix de Rome für die Kantate Bajazet et le joueur de flûte. Von 1860 bis 1862 hielt er sich mit seinem Studienfreund Georges Bizet in Rom auf. Von 1870 bis 1871 nahm er als Freiwilliger am Deutsch-Französischen Krieg teil. Seit 1876 unterrichtete er Harmonielehre, ab 1880 Komposition am Konservatorium. Zu seinen Schülern zählten Paul Dukas, Erik Satie, André Gedalge und Claude Debussy.
Er trat vor allem als Komponist von Opern hervor, hinterließ aber auch Werke für Orchester, Kammermusik und eine Messe solennelle von 1860. Daneben bearbeitete er die Oper Les Contes d’Hoffmann von Jacques Offenbach, komponierte Rezitative zu Bizets Dialogoper Carmen und arrangierte die zweite Arlésienne-Suite von Bizet. Bekannt wurde auch seine Schrift Traité d’instrumentation.

## Werke
- David, Oper, 1846
- En Prison, Opera comique, um 1859
- Gli avventurieri, melodramma giocoso, um 1862
- Sylvie Opera comique, 1862
- La Coupe du roi de Thulé, Oper 1868–69
- Le Kobold Oper, 1870
- Madame Turlupin, Opera comique, 1872
- Piccolino, Opera comique, 1876
- Le Feu, Oper, UA 9. März 1879; Paris.
- Galante aventure, Opera comique, 1882
- Caprice für Violine und Orchester, 1885
- Chasse fantastique, sinfonische Dichtung, 1887
- Frédégonde, Drame lyrique, 1895. Nur die ersten drei Akte stammen von Guiraud. Das Vorspiel, das Ballett im dritten Akt und die Akte vier und fünf stammen von Camille Saint-Saëns; Paul Dukas orchestrierte die ersten drei Akte.